# Thỏ rừng Hải Nam
Thỏ rừng Hải Nam (Lepus hainanus) là một loài động vật có vú trong họ Leporidae, bộ Thỏ. Loài này được Swinhoe mô tả năm 1870.
Thỏ rừng Hải Nam sinh sống ở đảo Hải Nam, Trung Quốc. Thỏ rừng Hải Nam dài 40 cm và cân nặng 1,5 kg.